# Стратфорд (Ајова)
Стратфорд (енгл. Stratford) град је у америчкој савезној држави Ајова. По попису становништва из 2010. у њему је живело 743 становника.

## Демографија
Према попису становништва из 2010. у граду је живело 743 становника, што је -3 (-0.4%) становника више него 2000. године.
| Група             | 2000.       | 2010.       |
| Белци             | 739 (99,1%) | 727 (97,8%) |
| Афроамериканци    | 0 (0,0%)    | 0 (0,0%)    |
| Азијати           | 0 (0,0%)    | 0 (0,0%)    |
| Хиспаноамериканци | 2 (0,3%)    | 10 (1,3%)   |
| Укупно            | 746         | 743         |